# Dow Zifroni
Dow Zifroni (ur. 17 lutego 1976) – izraelski szachista, arcymistrz od 1999 roku.

## Kariera szachowa
Kilkukrotnie reprezentował Izrael na mistrzostwach świata i Europy w różnych kategoriach wiekowych, największy sukces odnosząc w 1988 r. w Timișoarze, gdzie zdobył brązowy medal MŚ do 12 lat.
W 1992 r. podzielił II m. (za Jakowem Zilbermanem, wspólnie z Janosem Szabolcsim) w Ramat Hasharon, w 1996 r. zwyciężył (wspólnie z Borysem Kaclerem) w turnieju ASA w Tel Awiwie, natomiast pod koniec lat 90. trzykrotnie odniósł sukcesy w rozgrywanych w Tel Awiwie memoriałach Mosze Czerniaka: w 1997 r. podzielił I m. (wspólnie z Leonidem Gofshteinem, Borysem Awruchem i Borysem Kaclerem), natomiast w 1998 i 1999 r. samodzielnie zwyciężył. W 2000 r. podzielił II m. w Herzliji (za Peterem Wellsem, wspólnie z Janem Gustafssonem), w 2002 r. podzielił I m. (wspólnie z m.in. Avigdorem Bychowskim, Witalijem Gołodem i Alikiem Gerszonem) w Kfar Sabie, a w 2005 r. zwyciężył (wspólnie z Konstantinem Lernerem) w Herzliji. Kolejny sukces odniósł w 2006 r., dzieląc II m. (za Maximem Rodshteinem, wspólnie z Konstantinem Lernerem i Jakowem Zilbermanem) w mistrzostwach Izraela.
Najwyższy ranking w karierze osiągnął 1 lipca 2003 r., z wynikiem 2552 punktów zajmował wówczas 12. miejsce wśród izraelskich szachistów.